# Burmakov
Burmakov je priimek več oseb:
- Ivan Dimitrijevič Burmakov, sovjetski general
- Vitalij Aleksandrovič Burmakov, ruski nogometaš